# كيفن فوستر (دراج)
كيفن فوستر (بالإنجليزية: Kevin Foster)‏ هو دراج أمريكي، ولد في 29 فبراير 1960.

## وصلات خارجية
- الموقع الرسمي
- كيفن فوستر على موقع IMDb (الإنجليزية)